# Verbena villifolia
Verbena villifolia là một loài thực vật có hoa trong họ Cỏ roi ngựa. Loài này được Hayek miêu tả khoa học đầu tiên năm 1908.